# Mont Colombier
Mont Colombier este o arie protejată (arie de protecție specială avifaunistică — SPA) din Franța întinsă pe o suprafață de 2.178 ha, integral pe uscat.

## Localizare
Centrul sitului Mont Colombier este situat la coordonatele 45°38′42″N 6°07′09″E / 45.645°N 6.11911°E.

## Înființare
Situl Mont Colombier a fost declarat arie de protecție specială avifaunistică în baza directivei 79/409 din 1979 referitoare la conservarea păsărilor sălbatice pentru a proteja 10 specii de animale.

## Biodiversitate
Situată în ecoregiunile alpină și continentală, aria protejată nu include niciun habitat protejat.
La baza desemnării sitului se află mai multe specii protejate de  păsări (10): minunița (Aegolius funereus), acvilă de munte (Aquila chrysaetos), cocoșul de mesteacăn (Bonasa bonasia), șerpar (Circaetus gallicus), ciocănitoare neagră (Dryocopus martius), șoim călător (Falco peregrinus), sfrâncioc roșiatic (Lanius collurio), gaia neagră (Milvus migrans), viespar (Pernis apivorus), cocoșul de mesteacăn (Tetrao tetrix tetrix)
Pe lângă speciile protejate, pe teritoriul sitului au mai fost identificate 8 specii de păsări.